# Guerra Guaranítica
La Guerra Guaranítica fue el conflicto armado en el territorio de las Misiones Orientales (actual Estado de Río Grande del Sur, pertenecientes al Virreinato del Perú), y que enfrentó, entre 1754 y 1756, a los indígenas guaraníes de las misiones jesuíticas y las fuerzas españolas y portuguesas, como consecuencia del Tratado de Madrid (o Tratado de Permuta), firmado en 1750. Las Misiones Orientales abarcaban cerca de 500 000 kilómetros cuadrados de territorios, dentro del cual estaban los siete prósperos pueblos de: San Luis Gonzaga, San Nicolás, San Francisco de Borja, San Miguel, San Lorenzo, San Juan Bautista y Santo Ángel, además de estancias pertenecientes a las reducciones de: Concepción, Apóstoles, Santo Tomé, Yapeyú y La Cruz que se hallaban al occidente del río Uruguay, debían ser entregados a Portugal y en el término de un año, 29 191 guaraníes debían salir de la región con todos sus bienes y trasladarse al occidente del río Uruguay o quedarse y aceptar la soberanía portuguesa.

## Tratado de Madrid
La política conciliadora del segundo de los Borbones españoles, Fernando VI, que entendió prudente para España el alejarse de los conflictos internacionales en un tiempo de reconstrucción de su potencia económica y militar en el mundo es la explicación fundamental para el tratado de Madrid del año 1750.
Por este tratado, las misiones jesuíticas de la cuenca del alto Uruguay eran permutadas por la posesión de la Colonia del Sacramento, plaza portuguesa en la orilla izquierda del Río de la Plata, que desde su fundación en 1680 había pasado repetidamente de manos españolas a portuguesas.
El fundamento de este canje era para la Corona española el asegurarse el dominio de la entrada de la cuenca del Río de la Plata, puesto en entredicho por la existencia de Colonia, la cual, si bien los españoles habían podido tomar militarmente durante los diversos conflictos en que se vieron enfrentados a los lusitanos en la primera mitad del siglo XVIII, sistemáticamente volvían a entregarla a Lisboa en las mesas de negociación que ponían fin a las guerras.
Sin embargo, la cesión de las misiones jesuíticas a los portugueses era un precio oneroso para los obsesionados dirigentes políticos españoles. Desde su establecimiento, en 1609, los jesuitas habían podido crear una barrera real a la penetración portuguesa en el Río de la Plata y el Paraguay, conformando, de hecho, las únicas poblaciones permanentes en una frontera irresoluta y tradicionalmente despoblada, hecho que había facilitado el avance lusitano sobre ella.
Por otra parte, los jesuitas habían conseguido con la persuasión lo que los conquistadores rara vez pudieron con la espada: la pacificación del indio en aquella zona de América, y su conversión en trabajador disciplinado y convertido al cristianismo.
Este valor agregado que los indígenas misioneros tenían (su integración social y la productividad de que eran capaces) los convirtió en objeto de la codicia de los bandeirantes, expediciones de cacería de indios que partiendo de ciudades como San Pablo, en el Brasil portugués, buscaban de proveer de esclavos más baratos que los negros africanos a los hacendados portugueses para sus explotaciones agrícolas.
Durante todo el transcurso del siglo XVII y la primera mitad del siglo siguiente, las bandeiras y los indígenas misioneros, dirigidos por los jesuitas, se enfrentaron en sangrientos choques, generalmente favorables a estos últimos, como por ejemplo la batalla de Mbororé (sobre un afluente del curso superior del río Uruguay), en 1641.
De cualquier manera, la Corona española prefirió entregar estos dominios a cambio de Colonia, y el Tratado de Madrid así lo sancionó. Para las comunidades indígenas, dirigidas por los religiosos, las perspectivas aparecían como funestas, lo que desencadenó la resistencia a la entrega del territorio.

Artículo XIV: Su Majestad Católica, en su nombre y de sus herederos, cede para siempre a la Corona de Portugal todo lo que por parte de España se halla ocupado, o que por cualquiera título o derecho pueda pertenecerle, en cualquiera parte de las tierras que por los presentes artículos se declaran pertenecientes a Portugal; desde el monte de los Castillos Grandes y su falda meridional y ribera del mar, hasta la cabecera y origen principal del río Ibicuí. Y también cede todos y cualesquiera pueblos y establecimientos que se hayan hecho, por parte de España, en el ángulo de tierras comprendido entre la ribera septentrional del río Ibicuí y la oriental del Uruguay, y los que se puedan haber fundado en la margen oriental del río Pepirí y el pueblo de Santa Rosa, y otros cualesquiera que se puedan haber establecido, por parte de España, en la ribera del río Guaporé a la parte oriental.

Artículo XVI: De los pueblos o aldeas, que cede Su Majestad Católica en la margen oriental del río Uruguay, saldrán los misioneros con los muebles y efectos, llevándose consigo a los indios para poblarlos en otras tierras de España; y los referidos indios podrán llevar también todos sus muebles, bienes y semibienes, y las armas, pólvora y municiones que tengan; en cuya forma se entregarán los pueblos a la Corona de Portugal, con todas sus casas, iglesias y edificios, y la propiedad y posesión del terreno. Los que se ceden por ambas Majestades, Católica y Fidelísima, en las márgenes de los ríos Pequirí, Guaporé y Marañón, se entregarán con las mismas circunstancias que la Colonia del Sacramento, según se previno en el artículo XIV; y los indios de una y otra parte tendrán la misma libertad para irse o quedarse, del mismo modo y con las mismas calidades que lo podrán hacer los moradores de aquella plaza; solo que, los que se fueren, perderán la propiedad de los bienes raíces, si los tuvieren.

## Prolegómenos del conflicto
En septiembre de 1750 llegaron a las Misiones las primeras noticias sobre el tratado, el superior de las reducciones Bernardo Nusdorffer dio órdenes de mantenerlas en secreto hasta que se hicieran oficiales para evitar reacciones. En abril de 1751 llegó a Buenos Aires la comunicación oficial del Tratado de Madrid junto con una carta del General de la Compañía de Jesús, Francisco Retz, ordenando el cumplimiento del mismo.
En febrero de 1751 los caciques minuanes y charrúas rompen  la paz, tras 9 años del acuerdo con Juan Antonio de Artigas y atacan Montevideo.
Entre marzo y abril de 1752 Nusdorffer comunicó oficialmente a los cabildos y caciques de los siete pueblos y de los cinco que tenían estancias en el territorio que tenían un año de plazo para abandonar su tierra, recibiendo por respuesta una negativa rotunda.
A mediados de 1752 el cabildo y los caciques de San Juan Bautista se declararon en rebeldía y tomaron las armas de fuego que se mantenían bajo llave por los jesuitas, poco después ocurrió lo mismo en San Miguel, Santo Angel y luego los demás pueblos. La situación quedó fuera de control y en mayo de 1753 los rectores jesuitas de cada pueblo presentaron sus renuncias, pero fueron rechazadas por el obispo y por el gobernador de Buenos Aires.
En septiembre de 1752 comenzaron por parte de una comisión de las dos coronas, los trabajos de demarcación de la frontera hispano-portuguesa en la zona. Los demarcadores estaban al mando de Gomes Freire de Andrada (portugués, más tarde conde de Bobadela) y de Gaspar de Munive marqués de Valdelirios (español), quien era ministro plenipotenciario y comisario regio, con poderes de superioridad sobre virreyes, gobernadores y demás autoridades españolas en esa parte de América. El 23 de diciembre de 1752 colocaron el primer marco en Castillos Grandes en la costa del Océano Atlántico y se dirigieron hacia el norte. Los hitos de piedra tenían labrados las iniciales de los títulos de los reyes en la cara que estaba orientada hacia sus dominios (R.C -Rey Católico- del lado español y R.F. -Rey Fidelísimo- del lado portugués), además de ostentar los escudos de armas de ambos reinos y las leyendas respectivas, escritas en latín: Sub Joanne V, Lusitanorum Rege Fidelissimo (Bajo Juan V, rey Fidelísimo de Portugal), y Sub Ferdinandus VI, Hispaniae Rege Catholice (Bajo Fernando VI, rey Católico de España), además de la frase Ex pactis regendorum Finium Comentis Matriti Idibus Januari MDCCL (Por el pacto hecho entre los reyes en Madrid, en los idus de enero de 1750).
Tanto despliegue de latinismo y orfebrería fronteriza hablaba de un deseo de fijar la frontera a perpetuidad entre ambas coronas, pero no fue argumento suficiente como para convencer a los indígenas guaraníes.
El 27 de febrero de 1753 los demarcadores llegaron al punto de inicio del territorio misionero en la capilla del puesto de Santa Tecla, dependiente de San Miguel (actual Bagé). En ese lugar debía encontrarse el jesuita Tadheo Ennis para recibir a los demarcadores, pero estos se encontraron con una guarnición armada guaraní que les impidió el paso a sus territorios. Los trabajos de demarcación se suspendieron, retirándose los portugueses hacia Colonia y los españoles hacia Montevideo. Luis Altamirano se dirigió a los pueblos para intentar convencerlos de cumplir la orden de abandono, pero debió regresar a Buenos Aires el 3 de marzo de 1753 sin lograrlo.
El marqués de Valdelirios y el padre Luis Altamirano, de la Compañía de Jesús, integrantes de la comisión de demarcación, fueron incapaces de hacer desistir a los habitantes de las Misiones Orientales de pasar a ser súbditos de la Corona portuguesa, expresamente los pueblos (de habla guaraní) declararon en el parlamento de Santa Tecla que querían mantenerse dentro del área hispana, los españoles se consideraron obligados a cumplir las estipulaciones del tratado con la Corona portuguesa dando origen al conflicto (principios de 1754).

## Desarrollo de la guerra
A principios de 1754 el marqués de Valdelirios llegó a Buenos Aires procedente de España portando una Real Cédula por la que el rey ordenaba al gobernador de Buenos Aires, José de Andonaegui, tomar inmediatamente por la fuerza los siete pueblos y entregárselos a los portugueses. En una junta celebrada en la isla Martín García entre Valdelirios, Gomes Freyre y Andonaegui, se acordó que además de los cuerpos veteranos se convocarían milicias de Montevideo, Santa Fe y Corrientes. Andonaegui en mayo de 1754 concentró 1500 soldados en el lugar denominado Rincón de las Gallinas (hoy Rincón de Haedo en la confluencia del río Negro con el Uruguay) y avanzó hacia la estancia de Yapeyú, a donde llegó en junio. Sin embargo el mal tiempo imposibilitó la campaña y una columna destacada hacia Yapeyú fue aniquilada por los guaraníes al mando de Rafael Paracatú, cacique de Yapeyú, por lo que Andonaegui desistió de continuar y se retiró desde el río Ibicuy hasta el Salto Chico del río Uruguay el 10 de agosto, siendo hostilizadas sus tropas por los rebeldes, aunque lograron capturar a Paracatú en el combate del Daymán y llevarlo a Buenos Aires. Las fuerzas portuguesas sufrieron los mismos problemas climáticos y los ataques guaraníes al mando del capitán José Sepé Tiarayú, quien atacó el Fuerte Jesús, María, José de Río Pardo donde fue vencido y capturado entre marzo y abril de 1754, pero la noche anterior a su ejecución burló la guardia y logró escapar. Los portugueses también debieron abandonar la campaña tras un armisticio celebrado en noviembre de 1754 en el río Yacuí. Charrúas, guenoas y minuanes hicieron causa común con los guaraníes y hostilizaron a los aliados además de vigilar sus movimientos.
Combates como el de Daymán, mostraron una superioridad ostensible de los aliados frente a las tropas indígenas. Estas, que tenían conocimiento del manejo de las armas de los blancos por su eterna lucha contra las bandeiras, se vieron superadas rápidamente. En varios encuentros, los indígenas llegaron a utilizar cañones cuya estructura era de caña tacuaruzú (del grueso de un brazo), pero que no hicieron mella en los invasores.
Las fuerzas españolas, mandadas por el gobernador de Buenos Aires, José de Andonaegui y el flamante gobernador de Montevideo José Joaquín de Viana, y las portuguesas, dirigidas por el gobernador de San Pablo y Río de Janeiro, Gomes Freire de Andrade, decidieron combatir juntas contra los sublevados en diciembre de 1755, quienes siguieron como jefe supremo al cacique Sepé o Sepee, cuyo nombre de bautismo era José Sepé Tiarayú.
En febrero de 1756 las fuerzas de Andonaegui reforzadas por 150 soldados procedentes de España, junto con 1670 hombres del gobernador de Montevideo 1200 soldados portugueses al mando de Gomes Freire, se reunieron en Santa Tecla para avanzar sobre San Miguel. Los guaraníes evitaron dar batalla y se limitaron a realizar una guerra de guerrillas.
En la sierra de Batoví, en uno de los encuentros de las guerrillas guaraníes con una columna aliada, el gobernador Viana mató personalmente a Sepé de un tiro de pistola. La jefatura del ejército indígena recayó en manos de otro caudillo, Nicolás Ñanguirú (palabra que en guaraní significaría "flecha del diablo"), otrora corregidor del pueblo de Concepción.
El 10 de febrero de 1756, al pie del cerro Caibaté, el ejército aliado, de unos 2500 hombres, cercó a Ñanguirú y sus hombres y los exterminó. Quedaron en el campo de batalla 1511 guaraníes muertos, entre ellos el propio caudillo Ñanguirú y 154 prisioneros, unos pocos centenares lograron huir. El ejército aliado sufrió solo 4 muertos (3 españoles y un portugués) y 30 heridos (10 españoles, entre ellos Andonaegui y 20 portugueses, entre ellos el capitán Luis Osorio). Al día siguiente entraron en San Miguel e instaron la rendición de los demás pueblos, que la aceptaron excepto San Lorenzo.
Luego de este sangriento encuentro, cesó la resistencia, y las misiones jesuíticas se despoblaron, volviendo los indios a los montes para escapar de los portugueses. El 22 de marzo en Chumiebí se produjo otro combate en donde fueron dispersados los guaraniés.

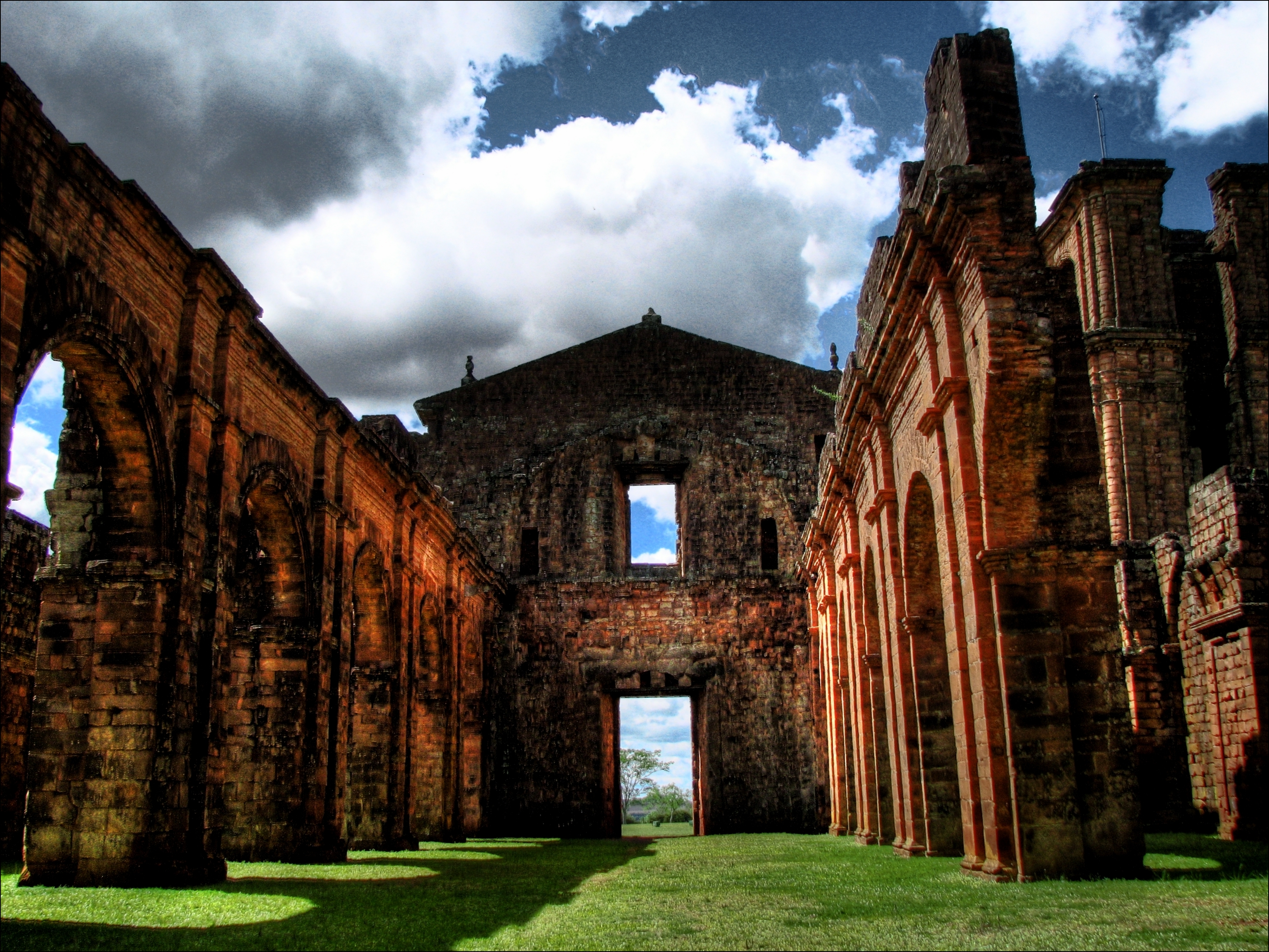
Ruinas de San Miguel.

Grupos guaraniés continuaron hostilizando el avance de los aliados y practicando la táctica de la tierra arrasada, quemando los pueblos de San Miguel y San Luis, aunque San Lorenzo fue capturado antes de que pudieran incendiarlo. Santo Ángel fue convertido en cuartel de las tropas españolas y San Juan Bautista de las tropas portuguesas. En mayo se produjo el último combate en San Miguel. El 8 de junio Andonaegui dio por terminada la guerra y supervisó la evacuación de los indígenas al occidente del río Uruguay, permaneciendo el ejército aliado durante diez meses en las Misiones, retirándose los portugueses hacia Río Pardo sin lograr ponerse de acuerdo sobre el límite en las cabeceras del río Ibicuy y sin entregar la Colonia del Sacramento a España el 12 de diciembre de 1757. En noviembre de 1756 Viana hace construir el fuerte de San Antonio del Salto Chico (hoy ciudad uruguaya de Salto). Para resolver los puntos aún pendientes, los comisarios acordaron reunirse en la Junta de Yacuy el 1 de junio de 1758, pero no se llegó a un acuerdo sobre el Ibicuy.
Un historiador uruguayo cita al gobernador de Montevideo, Viana, que al entrar a San Miguel, una de las misiones y pueblo que el no conocía, habría exclamado: ¿Y éste es uno de los pueblos que nos mandan entregar a los portugueses? Debe de estar loca la gente de Madrid...
Sea verídica o no la anécdota y el lamento, las misiones jesuíticas no pasaron a manos de Portugal, ni Colonia del Sacramento a España, ya que poco después, en 1761, durante la Guerra de los Siete Años, el rey Carlos III logró anular el tratado de Madrid, que quedó sin efecto por medio del Tratado de El Pardo.

## Consecuencias de la guerra
La guerra guaranítica significó el fin de la resistencia que ofrecieron los pueblos de las misiones del alto río Uruguay a la penetración portuguesa. A pesar de la campaña victoriosa que entre 1762 y 1763 dirigiera en el Río de la Plata contra los portugueses y británicos el comandante español Pedro de Ceballos, la diplomacia volvió a dar Colonia del Sacramento a los portugueses y las misiones (arruinadas y vacías) a España (Tratado de París, 1763). A pesar de que en una posterior campaña Ceballos destruiría Colonia del Sacramento (1777) y volvería a hacer retroceder a los portugueses en el actual territorio de Río Grande do Sul, las misiones al este del río Uruguay jamás se recuperaron del desastre aunque fueron reconstruidas. En 1801, durante la Guerra de las Naranjas, los lusobrasileños las ocuparon, con una tropa mínima al mando del comandante José Francisco Borges do Canto, incrementando su territorio en la Invasión portuguesa de 1811.  Hubo breves períodos de reconquista: entre 1815-1820 Andrés Guazurary llegó a recuperar el control de gran parte del territorio ocupado, y al casi concluir la Guerra del Brasil las tropas argentinas y orientales al mando de Estanislao López y Fructuoso Rivera nuevamente lograron liberar el territorio, sin embargo la Convención Preliminar de Paz otorgó la parte de Misiones al este del río Uruguay al estado heredero de Portugal, Brasil. Por este motivo, gran parte de los habitantes de la zona nuevamente debió exiliarse, siendo parte de ellos los fundadores de la ciudad de Bella Unión (1829).
En cuanto a los jesuitas, acusados de ser los instigadores de la resistencia, pero sobre todo, vistos con malos ojos por los círculos de poder de Lisboa y Madrid, influidos por el despotismo ilustrado, que los caracterizaron como un Estado dentro del Estado, incompatible con el absolutismo, en 1759 fueron expulsados de Portugal y sus dominios por el Marqués de Pombal, y en 1767 de España y los suyos por Carlos III, quienes insistentemente pidieron a la Santa Sede la disolución de la Orden, a lo que finalmente accedería el papa Clemente XIV en 1773.
Algunos historiadores estiman en 10 000 los muertos entre los indios y en 150 los prisioneros.

## Principales líderes de la rebelión
- Sepé Tiarayú: corregidor y alférez real de San Miguel y cacique general, muerto en 1756.
- Nicolás Ñanguirú: corregidor de Concepción, sucedió a Sepé en el comando general de la guerra. Murió en 1756 en la batalla de Caybaté.
- Cristóforo Acatú: cacique de San Luis Gonzaga.
- Bartolomé Candiú: cacique de Santo Ángelo.
- Santiago Pindó:
- Miguel Javat: corregidor de San Luis Gonzaga.